# Walter van Son
Wouterus Michael (Walter) van Son, ook wel Wout van Son (Den Bosch, 19 november 1868 – Amsterdam, 28 januari 1950) was een bekend Nederlands (amateur)tenor.
Hij was zoon van koperslager Michael van Son en Adriana Henrica van Dijck. Zelf was hij drie keer getrouwd: Johanna Maria Theresia van der Eerenbeemt, Maria Antoinetta Francisca van den Eerenbeemt (overleden 1918) en Anna Maria Wilhelmus. Walter van Son was ook timmerman annex schrijnwerker, en in zijn Amsterdamse periode ook tekenaar en winkelier in tabak. 
Hij kreeg zijn opleiding van Anton Averkamp. Daarna trok hij als concert- en oratoriumzanger door Nederland, België, Frankrijk en Duitsland. Hij staat te boek als één van de oprichters van het "Koninklijk 's-Hertogenbosch’ Mannenkoor", dat evenwel een voortzetting was van "Liedertafel Oefening en Uitspanning" en was er tussen 1904 en 1907 en tussen 1913 en 1915 ook bestuurslid. Een ander koor dat hij stimuleerde was "De Verenigde Zangers" in Gorinchem en het koor van de Sint Jan. Voorts was hij jaren lid en leider van een vocaal kwartet met Henri Cooijmans, H. Keijzer/H.Hermans en Theodorus van Kempen. Het “Weekblad voor muziek” van 1903 vergeleek hem (toen nog amateurzanger) vanwege zijn mooie stem met Jacobus Urlus.  Op 16 april 1910 trad hij in een Groot Vocaal Concert op in het Concertgebouw, samen met sopraan Alida Lütkemann en pianist Evert Cornelis. 